# Eva Mendes

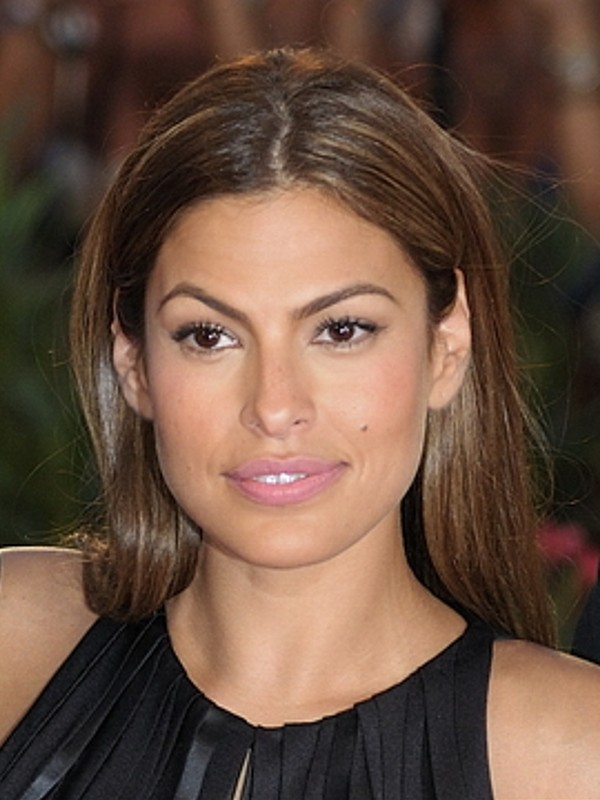
Eva Mendes bei den 66. Filmfestspielen von Venedig 2009

Eva Mendes (* 5. März 1974 als Eva de la Caridad Méndez in Miami, Florida) ist eine US-amerikanische Schauspielerin.

## Leben
Mendes wurde 1974 in Miami als Kind kubanischer Eltern geboren und wuchs mit drei älteren Geschwistern in Los Angeles (Silver Lake, Echo Park) auf, wo sie noch heute wohnt. Sie besuchte die Hoover High School in Glendale und später die California State University in Northridge. Ein Studium der Betriebswirtschaft brach sie zu Gunsten der Schauspielerei ab.

## Karriere
Nach einigen Werbespots, u. a. für Revlon und DKNY, und kleineren Gastrollen in Fernsehserien und Musikvideos (u. a. Miami von Will Smith), wurde sie 2001 durch ihre Nebenrolle an der Seite von Denzel Washington und Ethan Hawke in Training Day einem größeren Publikum bekannt. Im selben Jahr spielte Mendes in dem Actionfilm Exit Wounds – Die Copjäger mit Steven Seagal und Earl Simmons (DMX).
2003 war sie in drei Filmen auf der Kinoleinwand zu sehen. In 2 Fast 2 Furious spielte sie eine Polizistin und eine ähnliche Rolle spielte sie in Out of Time – Sein Gegner ist die Zeit. Außerdem wirkte sie an der Fortsetzung von Desperado, Irgendwann in Mexico (neben Antonio Banderas und Johnny Depp) mit. Danach war sie in der Komödie Hitch – Der Date Doktor zu sehen. Ihre deutsche Synchronstimme ist Sandra Schwittau, die in der Zeichentrickserie Die Simpsons Bart Simpson synchronisiert.
An der Seite von Nicolas Cage hatte Mendes 2007 einen Auftritt in der Comicverfilmung Ghost Rider. Seit Sommer 2008 macht sie Werbung für die Mode- und Parfümmarke Calvin Klein. Einige der Aufnahmen wurden wegen ihrer Freizügigkeit kritisiert. Weitere Film- und Fernsehrollen schlossen sich an. Bislang zuletzt war sie 2014 in einem Spielfilm zu sehen, 2021 war sie in einer Folge der Serie Bluey zu hören. Ihr Schaffen für Film und Fernsehen umfasst rund 40 Produktionen.

## Privatleben
Anfang Februar 2008 ließ Mendes sich in die Entzugsklinik Cirque Lodge in Utah einweisen. Über die Hintergründe wurde nichts bekannt. Sie verließ die Klinik Anfang April 2008.
Mendes war bis 2011 mit dem peruanischen Filmproduzenten George Gargurevich liiert. Seit Ende 2011 ist sie mit dem Schauspieler Ryan Gosling zusammen; am 12. September 2014 brachte sie eine gemeinsame Tochter zur Welt. Im April 2016 wurde die zweite Tochter des Paares geboren.

## Auszeichnungen
Im Januar 2009 wurde Eva Mendes bei der neunten Umfrage des Onlinemagazins Ask Men zur erotischsten Frau der Welt gekürt.

## Filmografie
- 1998: Emergency Room – Die Notaufnahme (ER, Fernsehserie, Folge 4x15 Gefährliche Explosion)
- 1998: Kinder des Zorns 5 – Feld des Terrors (Children of the Corn V: Fields of Terror)
- 1998: A Night at the Roxbury
- 1999: Mortal Kombat: Conquest (Fernsehserie, Folge 1x11 Blutsbande)
- 1999: Immer Ärger mit Schweinchen George (My Brother the Pig)
- 1999: V.I.P. – Die Bodyguards (V.I.P., Fernsehserie, 2 Folgen)
- 2000: Im Schatten des Meisters (The Disciples, Fernsehfilm)
- 2000: Düstere Legenden 2 (Urban Legends: Final Cut)
- 2001: Exit Wounds – Die Copjäger (Exit Wounds)
- 2001: Training Day
- 2002: All About the Money (All About the Benjamins)
- 2003: 2 Fast 2 Furious
- 2003: Irgendwann in Mexico (Once Upon a Time in Mexico)
- 2003: Out of Time – Sein Gegner ist die Zeit (Out of Time)
- 2003: Unzertrennlich (Stuck on You)
- 2005: Hitch – Der Date Doktor (Hitch)
- 2005: The Wendell Baker Story
- 2005: Liebe ist Nervensache (Trust the Man)
- 2007: Beim ersten Mal (Knocked Up)
- 2007: Ghost Rider
- 2007: Live!
- 2007: Cleaner
- 2007: Helden der Nacht – We Own the Night (We Own the Night)
- 2008: The Women – Von großen und kleinen Affären (The Women)
- 2008: The Spirit
- 2009: Bad Lieutenant – Cop ohne Gewissen (Bad Lieutenant: Port of Call New Orleans)
- 2010: Die etwas anderen Cops (The Other Guys)
- 2010: Last Night
- 2011: California Romanza (Kurzfilm, Regie und Drehbuch)
- 2011: Fast & Furious Five (Fast Five)
- 2012: Holy Motors
- 2012: Girl In Progress
- 2012: The Place Beyond the Pines
- 2013: Clear History
- 2014: Lost River